# Straszów (województwo łódzkie)
Straszów – wieś w Polsce, położona w województwie łódzkim, w powiecie piotrkowskim, w gminie Rozprza.
W latach 1975–1998 miejscowość położona była w województwie piotrkowskim.

## Integralne części wsi
| SIMC    | Nazwa      | Rodzaj     |
| ------- | ---------- | ---------- |
| 0550775 | Straszówek | przysiółek |

## Zabytki
Według rejestru zabytków Narodowego Instytutu Dziedzictwa na listę zabytków wpisany jest obiekt:
- park dworski, pocz. XX w., nr rej.: 322 z 31.08.1983 i z 4.11.1993

## Ochrona przyrody
W Straszowie, w północno-zachodniej części parku znajduje się uznany za pomnik przyrody dąb szypułkowy o obwodzie pnia 377 cm i wysokości około 20 m.

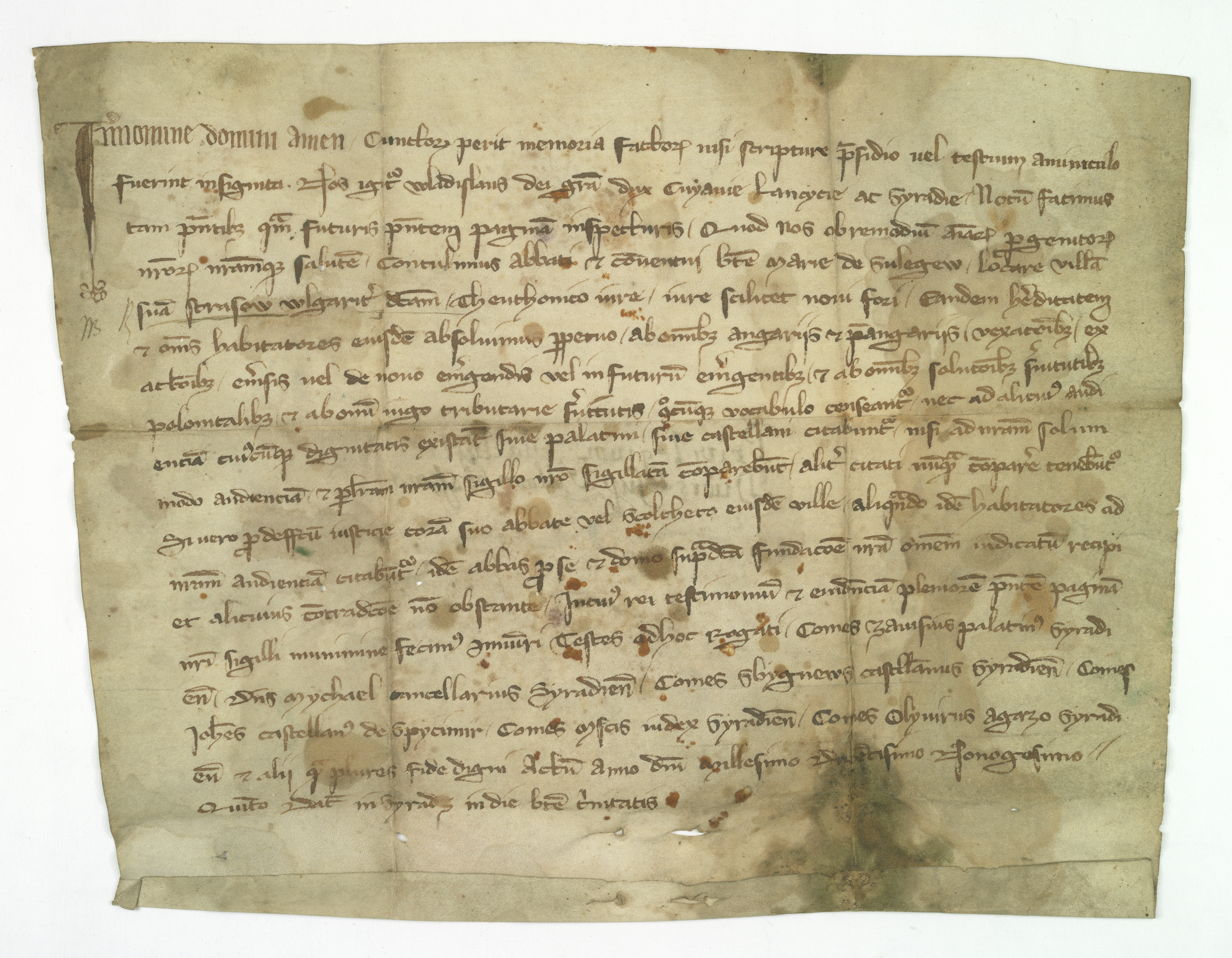
Władysław Łokietek nadaje klasztorowi cystersów w Sulejowie prawo lokowania wsi Straszów na prawie niemieckim, 29 maja 1295